# بزر قطونة

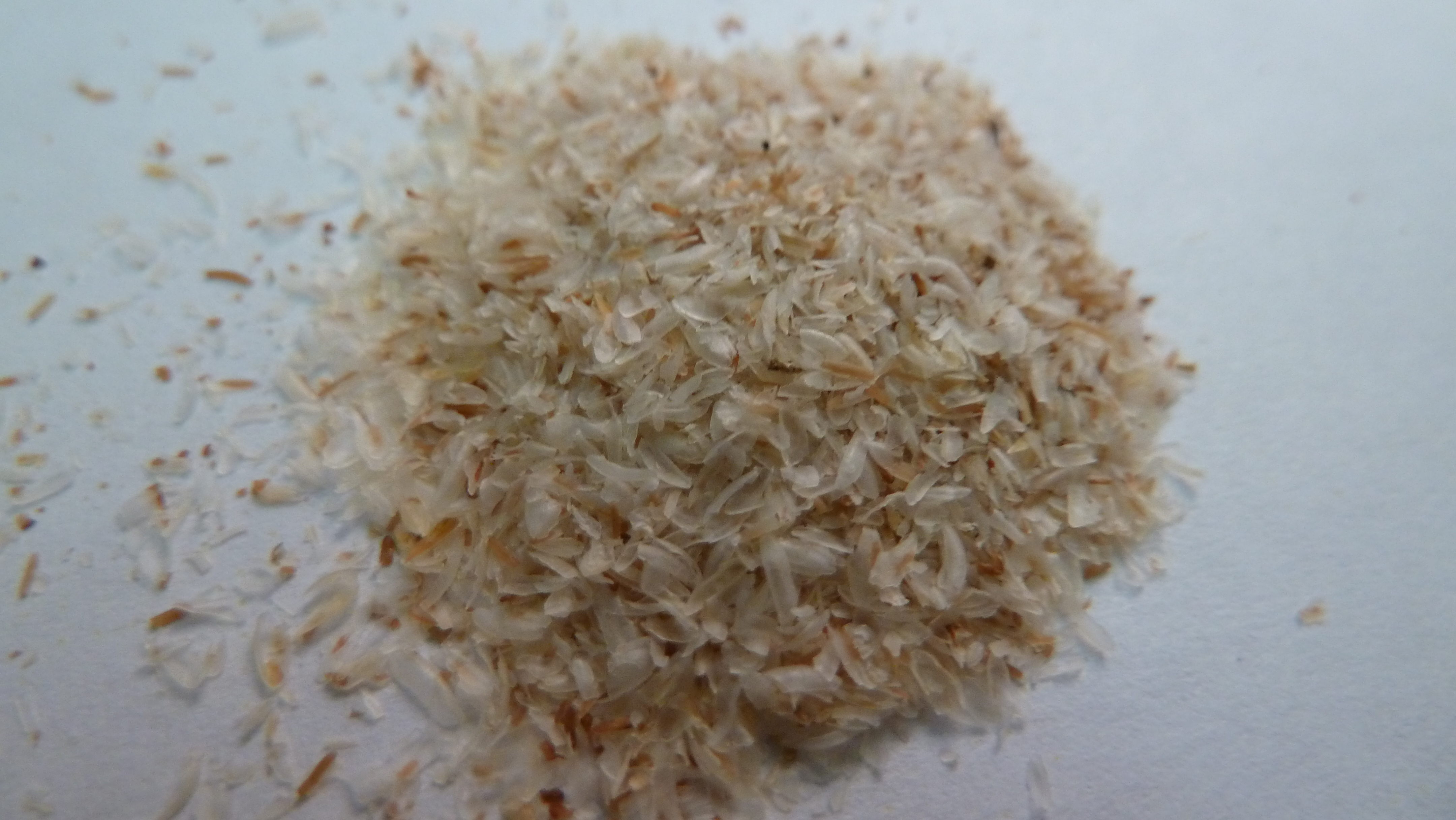
قشر بذور القطونة

بذور القطونة أو القطونا (الاسم العلمي: Psyllium seed) يعرف علميا باسم لسان الحمل البيضوي، وهو نبات سنوي ذو ساق عشبي منتصب، مورق قليل التفريع، له أزهار بيضاء صغيرة.
تستعمل البذرة والقشرة حيث تحتوي على مواد هلامية (ارابينوكسايلان) ومواد دهنية، نسبة الزيت في البذور ثابتة 2%.

## أسماؤه الشائعة بالعربية
بزر قطونة، عشبة البراغيث، أذينة حمل، بزر قطوناء.

## بيئة النمو والتكاثر
ينبت في البيئات المهملة والجافة والمتروكة والرمال وذلك في منطقة حوض البحر المتوسط.

## وصف النبتة
نبات له ورق يعلوه زغب يشبه الكزبرة ، ترتفع منه رؤوس فيها بذور سوداء صلبة تشبه البراغيث.

## في الطب القديم
استعمل في الطب القديم كعقار لمعالجة الإمساك وخاصة للامساك المزمن، وحالة الاسهال الطفيف ووجع المفاصل والعطش، والحرارة المرتفعة، وفوران الدم والصداع.

## المواد الفعالة فيه
- البوتاسيوم
- الأملاح
- الزيوت العطرية
- الأكوبوبوزيد